# Гепард (ЗСУ)
Flugabwehrkanonenpanzer Gepard (с нем. Танк противовоздушной обороны Гепард) или «Gepard» — немецкая зенитная самоходная установка (ЗСУ). Предназначена для непосредственного прикрытия сухопутных войск, уничтожения воздушных целей на наклонных дальностях от 100 м до 4 км и на высотах до 3 км, летящих со скоростью до 350—400 м/с, а также наземных (надводных) целей на дальности до 4500 метров с места, с короткой остановки и в движении.

## История создания
Когда в 1950-х годах создавался Бундесвер, он получил из США пятьсот 40-мм спаренных ЗСУ М42. M42 имела неплохую дальность стрельбы, но наведение осуществлялось при помощи оптико-механических прицельных приспособлений, не отвечавших требованиям современности и не обеспечивавших поражение высокоскоростных маневрирующих воздушных целей, для чего требовались ствольные системы повышенной дальнобойности, плотности и интенсивности огня. С конца 1960-х годов делались попытки создать новую систему, но они не привели к постановке опытных образцов на вооружение. В 1966 году были заключены контракты на проектирование системы на базе шасси танка «Leopard 1», появившегося в то время на вооружении бундесвера, и после испытания спаренных 30-мм и 35-мм систем, была выбрана последняя для полномасштабной разработки. Головными разработчиками были немецкие компании Krauss-Maffei и Wegmann (после объединения этих двух компаний в 1999 году — Krauss-Maffei Wegmann), работавшие совместно с концерном Blohm & Voss, отвечавшим за изготовление башни и бронекорпуса, Siemens — радиолокационные средства (импульсно-доплеровская радиолокационная станция поиска и сопровождения целей MPDR 12/4 со встроенным радиолокационным запросчиком MSR-400), швейцарскими фирмами Oerlikon — зенитные автоматы, Contraves — система управления огнём с аналоговым баллистическим вычислителем на полупроводниках, обладающая функцией расчёта углов упреждения, вероятности поражения цели при текущих вводных данных и экономного расхода боеприпасов, Huber+Suhner — электроцепи, кабели и изоляция. После изготовления дополнительных прототипов система была принята на вооружение Бундесвера под наименованием «Flugabwehrkanonenpanzer Gepard» (Танк ПВО Гепард). В дальнейшем, работы по модернизации ЗСУ реализовывались в рамках многонациональной программы НАТО, в которой помимо ФРГ принимали участие военные ведомства и предприятия оборонной промышленности ещё трёх стран, Италии, Бельгии и Нидерландов.

## Серийное производство
Серийное производство начато в 1973 году, а первая партия машин поставлена на вооружение армии ФРГ в 1976 году. Для бундесвера было выпущено 420 машин, для бельгийской армии — 55 шт., для нидерландской — 95 шт. В ноябре 2004 году Румыния закупила 18 машин. Последняя модель отличалась тем, что имела другой, более совершенный радар поиска и сопровождения цели и ряд других незначительных отличий.

## Описание конструкции
Шасси «Gepard» подобно шасси «Leopard 1», но корпус имеет более тонкую броню. Место механика водителя — впереди справа, слева от него размещена вспомогательная силовая установка, башня в центре. МТО — в корме. Подвеска — торсионного типа, включает семь сдвоенных опорных катков, направляющее колесо переднего расположения и ведущее колесо заднего расположения, есть два поддерживающих катка.
ЗСУ «Gepard» оснащена двумя РЛС — целеуказания MPDR-12, расположенной в задней части башни, и орудийной наводки «Альбис», расположенной спереди. РЛС целеуказания обеспечивает дальность обнаружения воздушных целей на расстоянии до 15 км. Во второй половине 80-х годов была создана новая РЛС целеуказания MPDR-18S с дальностью обнаружения до 18 км. Диапазон её работы 1,7—2 см.
Кроме двух радаров, «Gepard» имеет высокопроизводительную систему управления огнём, бортовую навигационную систему, прицельные приспособления для стрельбы по воздушным и наземным или надводным целям и систему защиты от поражающих факторов оружия массового поражения. Некоторые машины снабжены лазерным дальномером производства Siemens.

## Вооружение
С каждого борта башни снаружи установлены 35-мм пушки «Эрликон» KDA скорострельностью 550 выстр./ мин. Масса снаряда 0,55 кг. Начальная скорость полёта 1175 м/с. Боекомплект — 310 унитарных снарядов, в том числе 20 бронебойных подкалиберных снарядов — для поражения сильно бронированных наземных целей. Для стрельбы по воздушным целям применяются снаряды с осколочно-фугасными, бронебойными калиберными и подкалиберными поражающими элементами.

## На вооружении
- Бразилия — 34 единицы по состоянию на 2024 год[5]
- Иордания — 60 единиц, по состоянию на 2024 год[6]
- Румыния — 41 единица на вооружении по состоянию на 2024 год[7]
- Украина — 52 единицы на вооружении по состоянию на 2024 год, ещё 15 планируются к передаче из Германии[8][9]

## Применение

### Украина

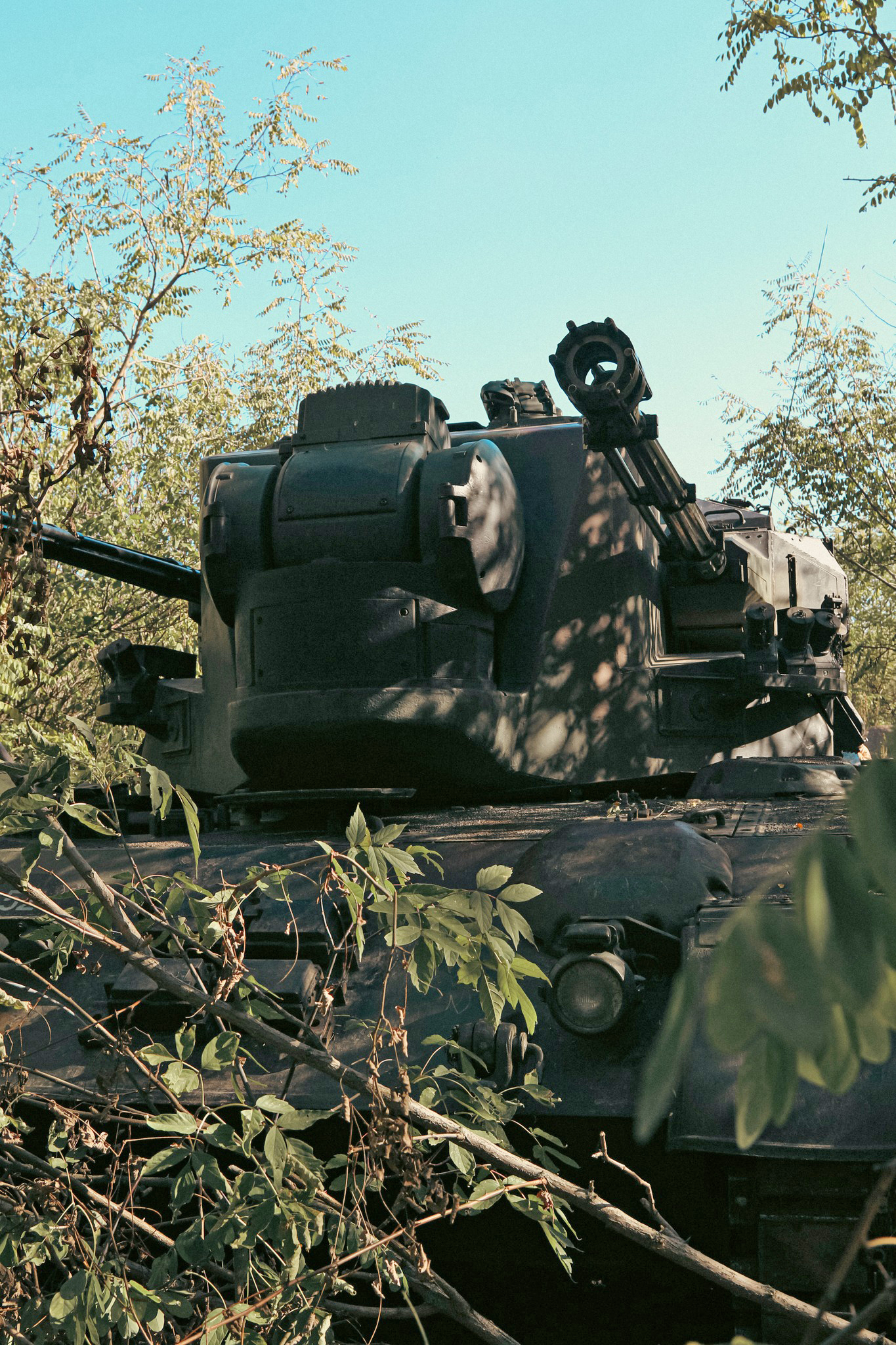
«Гепард» в действии во время российского вторжения на Украину, 25 октября 2022 года.

Используется Украиной в ходе военных действий во время российского вторжения в Украину в 2022 году. 26 апреля 2022 года правительство Германии разрешило компании Krauss-Maffei Wegmann передать Украине около 50 отремонтированных «Гепардов».
Первые три установки прибыли на Украину 25 июля 2022 года, а к концу сентября пришли еще тридцать «Гепардов» и 6000 снарядов к ним.    К 11 июля 2023 года на Украину прибыли еще 4 восстановленных установки. В мае 2023 года 15 «Гепардов», проданных Катару в 2020 году, были выкуплены Германией  для поставки на Украину.
К 22 декабря 2023 года все 52 «Гепарда», обещанные Германией, были поставлены на Украину. Еще 15 «Гепардов» плюс около 260 тыс. снарядов были обещаны Германией 17 января 2024 года.
По словам украинского военного атташе в США, «Гепард» с «большим эффектом» использовался против «относительно примитивного» барражирующего боеприпаса, предположительно иранского производства «Шахед-136». Группа по расследованию конфликтов считает вероятным, что «Гепард» уничтожил российскую крылатую ракету Х-101, атаковавшую киевскую электростанцию 18 октября 2022 года. Одному из украинских подразделений приписывают уничтожение более десяти беспилотников «Шахед-136» и двух крылатых ракет. Установка «Гепард» более эффективна и экономична, чем более современные и дорогие системы ПВО, такие как ракеты NASAMS или IRIS-T.  Лондонский аналитический центр Королевский объединённый институт оборонных исследований (RUSI) написал: «В целом, артиллерийским системам отдаётся предпочтение перед ракетами, где это возможно, из-за гораздо более низкой стоимости применения и большей доступности боеприпасов по сравнению с ЗРК и ПЗРК». Эксперты считают, что «Гепард»  превосходит автоматическую пушку российского комплекса «Панцирь».
Украина, предположительно, потеряла один «Гепард» в апреле 2023 года в результате атаки барражирующего боеприпаса «Ланцет», хотя  видеозапись показывает, что, повреждения «Гепард»  после попадания были относительно невелики.
Поставки боеприпасов
Получение боеприпасов изначально было затруднено, поскольку Швейцария, в силу своего нейтралитета, запретила Германии и Дании передавать свои запасы боеприпасов , что вынудило Германию полагаться на другие источники боеприпасов.
Поставка снарядов из Норвегии в июле 2022 года была отложена поскольку испытания показали, что они не могут быть использованы «Гепардом». Эта проблема была решена к августу, и, по данным Вооруженных сил Украины, к концу сентября было получено около 50 тыс. снарядов  норвежского производства.  
В декабре 2022 года компания Rheinmetall  обязалась построить новый завод в Германии, чтобы обойти швейцарский запрет на реэкспорт.   Первая партия снарядов была доставлена на Украину в сентябре 2023 года.

## Галлерея

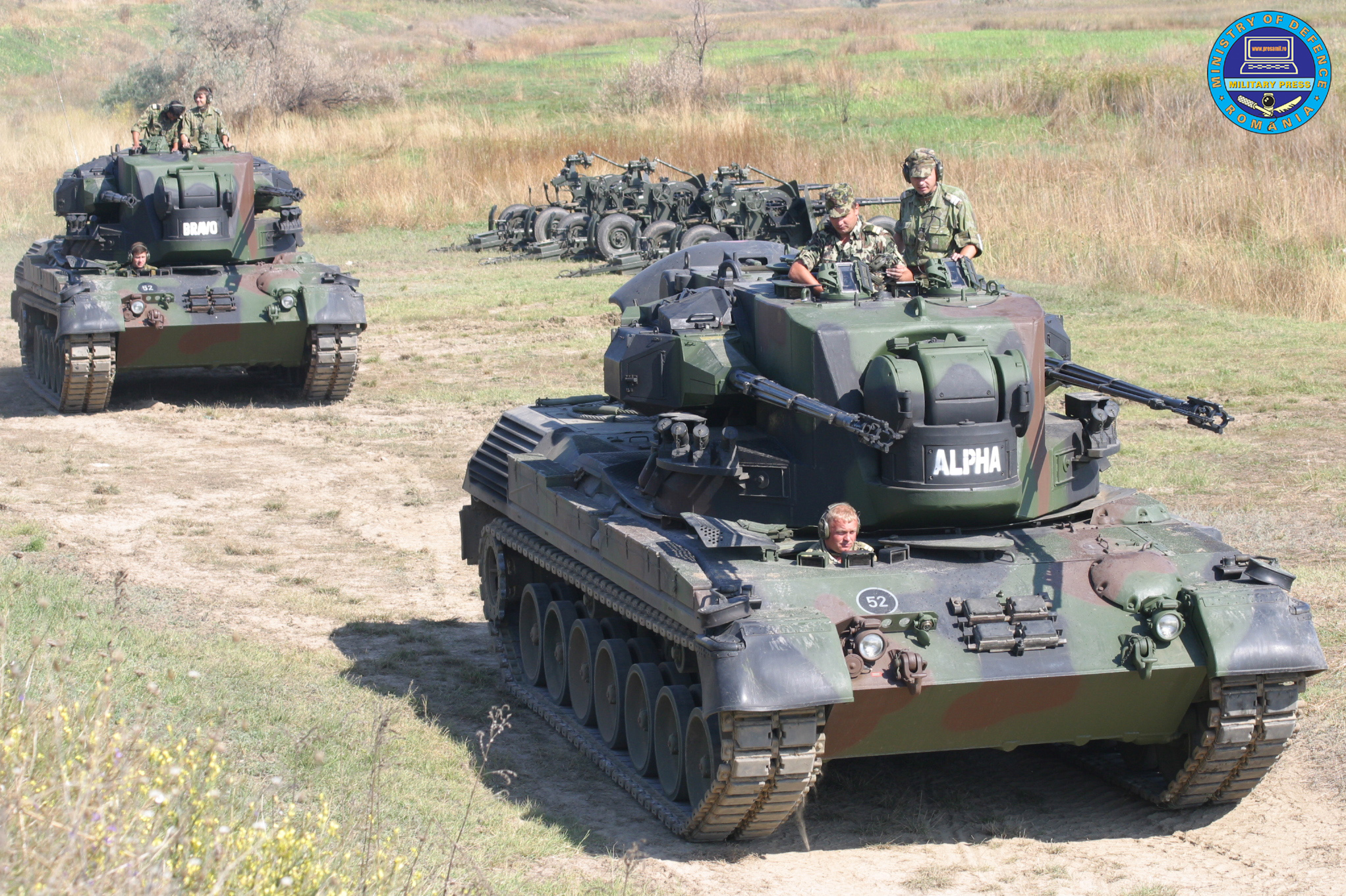
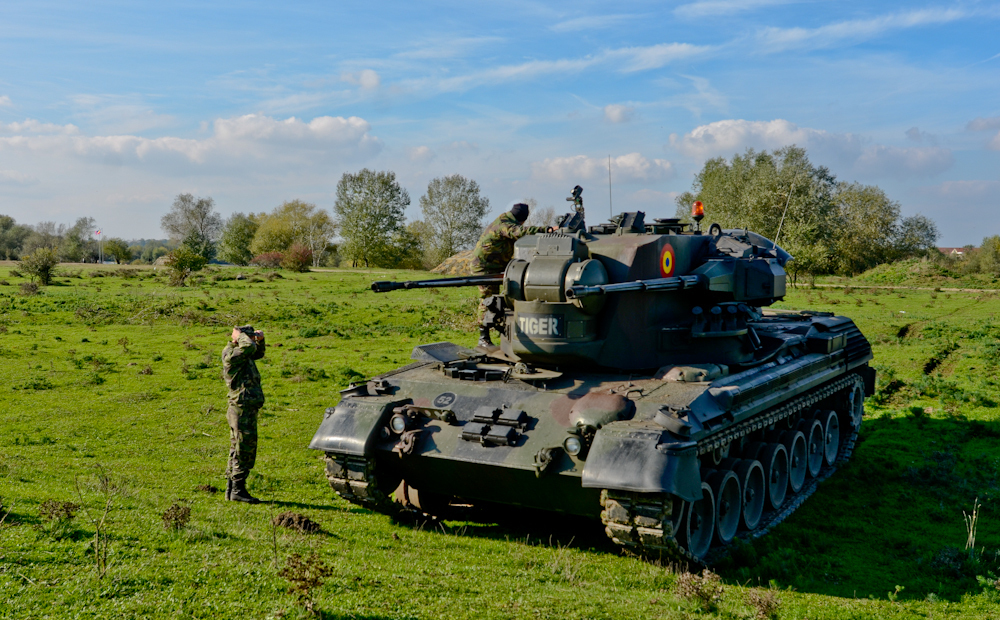
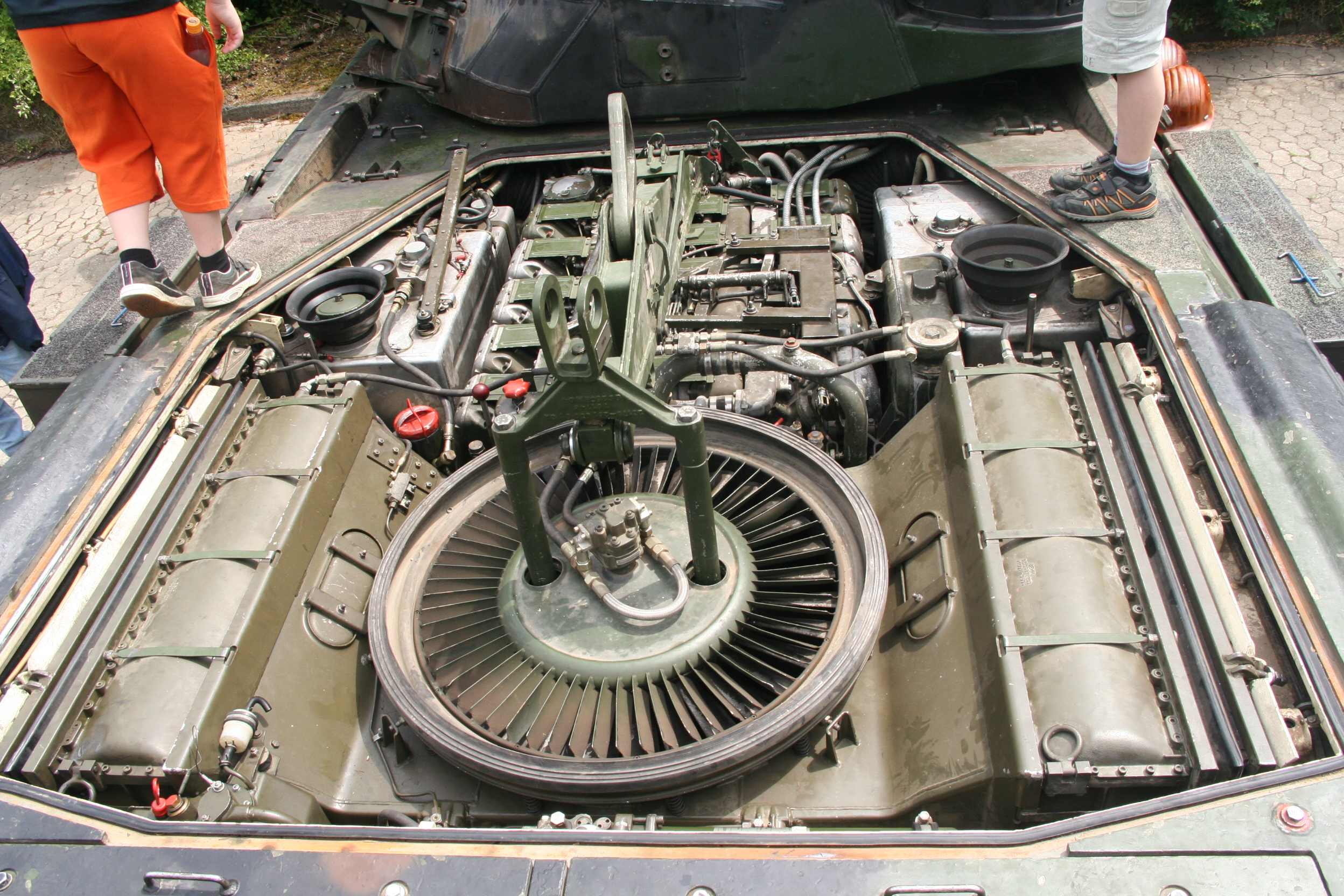